# Gud, lukt och henne
Gud, lukt och henne är en svensk långfilm från 2008 regisserad av konstnären och filmaren Karin Westerlund med Gunilla Röör i huvudrollen.

## Handling
Gud, lukt och henne är både spelfilm och dokumentärfilm, eller ingetdera. Ett tankeflöde, en resa, en förundran över oss människor, livet och världen, över det kroppsliga och det som inte kan ses, men som finns.
Kvinnan ”henne”, spelad av Gunilla Röör, reser runt i världen. Vi får följa henne till Irland, Island, Indien, Spanien och Egypten där hon möter både verkliga och fiktiva personer.

## Citat
“Kan man överhuvudtaget filma det som inte syns? Som tro, tankar, känslor. Det som binder oss människor samman. Går det? Jag tror det. I glimtar kan man se det. Om man tillåter sig att sjunka genom nuet. Eller är det så att det bara är genom historier man kan få syn på det? Mellanrummet – det en del kallar religion – att det består av olika mönster är jag övertygad om – strukturer – men hur ser de ut egentligen? Är det utfyllnaden i de luckorna som vårt rationella tänkande skapar – är det tro? Vilken logik har andliga processer? Alla dessa frågor undersöker jag i Gud, lukt och henne.” Karin Westerlund

## Rollista
- Gunilla Röör som "henne".
- Ghita Nørby
- Dermot Crowley
- Inga Landgré
- Lia Boysen
- Leif Andrée
- Sheika Karima
- Mahmoud El Lozy
- Regina Lund
- Vanessa Redgrave
- Driss Roukhe
- Romio Shrestha
- Diana Tarkhan
- Don Warrington
- Seyyed Hossein Nasr
- Adel el-Askari
- Leland Bardwell
- Adonis
- Khaled El Sawy
- Anne Le Marquand Hartigan
- Dalai Lama XIV
- Karmapa Lama XVII